# Sebastian Winkels
Sebastian Winkels (* 1968 im Kreis Kleve) ist ein deutscher Regisseur und Editor nonfiktionaler Filme.

## Leben
Nach verschiedenen Praktika in der Filmbranche nahm er 1996 ein Studium im Fachbereich Kamera an der Hochschule für Film und Fernsehen „Konrad Wolf“ in Potsdam-Babelsberg auf. Neben der Tätigkeit als Regisseur und Autor arbeitet er seit 2009 als Editor für Dokumentarfilmproduktionen, gibt Seminare an Universitäten und Filmschulen und wird als Mentor für kreativen Dokumentarfilm in DocLabs und Workshops eingesetzt. Er hat zwei Kinder und lebt in Berlin.

## Ehrungen und Auszeichnungen
- 2018 Nonfiktionale Preis der Stadt Aibling und Bürgerpreis (Schülerjury) für Talking Money
- 2015 Nominierung für den Preis der deutschen Filmkritik für Nicht alles schlucken – Ein Film über Krisen und Psychopharmaka (zusammen mit Jana Kalms, Piet Stolz)[2]
- 2005 Robert-Geisendörfer-Preis[3] in der Kategorie Fernsehen für Buch und Regie von 7 Brüder.
- 2005 Förderpreis des Hauses des Dokumentarfilms (HDF) für 7 Brüder[4]
- 2003 Preis der deutschen Filmkritik "Beste Kamera" für 7 Brüder
- 2003 Nachwuchs-Förderpreis der DEFA-Stiftung[5]
- 2001 Shocking Shorts Award für Oberstube
- 2000 Deutscher Filmpreis in Silber für Hase & Igel

## Filmografie (Regie/Auswahl)
- 1997: Volles Rohr (Dokumentarfilm, 29 min)
- 2000: Hase & Igel (Kurzfilm)
- 2001: Oberstube (Kurzfilm)
- 2001: Partie lento (Kurzfilm)
- 2002: Innen-Außen-Mongolei (Dokumentarfilm, 21 min)
- 2003: 7 Brüder (Dokumentarfilm, 86 min)
- 2004: Falling Grace (Kurzfilm)
- 2006: 3 Island Diaries (Kurzfilm)
- 2007: Der Kräutergarten von Java (Dokumentation, 52 min)
- 2015: Mein schönes Leben (Nicht alles schlucken) (Dokumentarfilm, 86 min)
- 2017: Talking Money (Dokumentarfilm, 85 min)

## Filmografie (Editor/Auswahl)
- 2009 Koundi et le Jeudi National (Dokumentarfilm, 86 min)
- 2014 Aus dem Abseits (Dokumentarfilm 105 min)
- 2015 Chasing Houses (Dokumentarfilm, 60 min)
- 2015 Mein schönes Leben (Nicht alles schlucken) (Dokumentarfilm, 86 min)
- 2021 Belleville, belle et rebelle (Dokumentarfilm 98 min)
- 2022 Eine deutsche Partei (Dokumentarfilm 110 min)
- 2023 Einzeltäter Teil 3: Hanau (Dokumentarfilm, 86 min)
- 2025 Soldaten des Lichts (Dokumentarfilm 108 min)